# Silberschwert
Das Silberschwert (Argyroxiphium sandwicense) (engl. Silversword) gehört zur Familie der Korbblütengewächse (Asteraceae). Diese Art kommt nur am Puʻu Kukui, dem höchsten Berg Westmauis sowie am Haleakalā-Krater in Höhenlagen zwischen 2100 und 3100 Metern vor.
Das Silberschwert ist vom Aussterben bedroht.

## Beschreibung
Argyroxiphium sandwicense ist eine mehrjährige krautige Pflanze. Die schwertförmigen Laubblätter sind silbrig behaart. Viele Jahre wächst die Art als Rosettenpflanze. 
Nach 5 bis 20 Jahren Wachstum erzeugt das Silberschwert einen Blütenstand von 1 bis 1,5 Meter Wuchshöhe mit 100 bis 500 Einzelblüten. Nach dem Ausstreuen ihrer Samen stirbt die Pflanze, denn jedes Silberschwert blüht nur einmal. Diese Art blüht zwischen Mai und Oktober.

## Unterarten
- Haleakalā-Silberschwert (Argyroxiphium sandwicense subsp. macrocephalum (A.Gray) Meyrat., Syn.: Argyroxiphium macrocephalum A.Gray (Basionym), Argyroxiphium sandwicense var. macrocephalum (A.Gray) Hillebr.)
- Argyroxiphium sandwicense DC. subsp. sandwicense

## Weiterführende Literatur
- P. J. Melcher, G. Goldstein, F. C. Meinzer, B. Minyard, T. W. Giambelluca & L. L. Loope: Determinants of thermal balance in the Hawaiian giant rosette plant, Argyroxiphium sandwicense. In: Oecologia, Band 98, Nr. 3–4, Springer Berlin, Heidelberg, 1994, Abstract: doi:10.1007/BF00324231